# Eta de la Quilla
Eta de la Quilla (η Carinae) és un estel del tipus variable lluminós blau hipermassiu, situat en la constel·lació de la Quilla, al voltant de 7500 anys-llum (2300 parsecs) del sistema solar, és membre del cúmul estel·lar obert Trumpler 16. La seva massa oscil·la entre 100 i 150 vegades la massa solar, la qual cosa el converteix en un dels estels més massius coneguts en la nostra galàxia. Així mateix, posseeix una altíssima lluminositat, del voltant de quatre milions de vegades la del Sol; a causa de la gran quantitat de pols existent al seu voltant, Eta de la Quilla irradia el 99% de la seva lluminositat en la part infraroja de l'espectre, la qual cosa la converteix en l'objecte més brillant del cel en l'interval de longituds d'ona entre 10 i 20 µm.
Eta de la Quilla és un estel molt jove, amb una edat de dos i tres milions d'anys, i està situada en NGC 3372, també anomenada la Gran Nebulosa de Carina o simplement nebulosa de Carina. Aquesta nebulosa conté diversos estels supermassius, incloent-hi, a més d'Eta de la Quilla, l'estel HD 93129A.
L'estel està envoltat per una nebulosa coneguda com la nebulosa de l'Homuncle. Donada la seva gran massa, Eta Carinae és altament inestable i propensa a violentes ejeccions de matèria. Segons les teories actuals de l'estructura i de l'evolució estel·lars, aquesta inestabilitat és causada per una lluminositat extrema i una temperatura superficial no excessivament calenta, la qual cosa la situa dins del diagrama Hertzsprung-Russell en una regió afectada pel límit d'Eddington. En aquestes circumstàncies, l'elevadíssima pressió de la radiació en la "superfície" de l'estel fa que aquest expulsi grans quantitats de matèria de les seves capes exteriors a l'espai. En la imatge es pot apreciar la nebulosa de l'Homuncle, formada per aquestes ejeccions de matèria.
Eta de la Quilla probablement acabi la seva vida en una explosió de hipernova dins d'uns pocs centenars de milers d'anys. Alguns astrònoms especulen amb el fet que això ocorrerà dins d'un lapse molt menor de temps, però existeixen moltes incerteses sobre aquest tema, doncs l'evolució dels estels supermassius és molt difícil de modelar numèricament.

## Història d'observació
Eta Carinae va ser registrada per primera vegada com a estrella de quarta magnitud als segles segle xvi o segle xvii. Es va convertir en la segona estrella més brillant del cel a mitjan segle xix, abans de desaparèixer per sota de la visibilitat a simple vista. Durant la segona meitat del segle xx, es va il·luminar lentament fins a tornar a ser visible a simple vista, i el 2014 era de nou una estrella de quarta magnitud.

### Descobriment i denominació
No existeixen proves fiables que Eta Carinae fos observada o registrada abans del segle xvii, encara que el navegant holandès Pieter Keyser va descriure cap a 1595-1596 una estrella de quarta magnitud aproximadament en la posició correcta, que va ser copiada als globus celestes de Petrus Plancius i Jodocus Hondius i a l′Uranometria de Johann Bayer de 1603. El catàleg estel·lar independent de Frederick de Houtman de 1603 no inclou a Eta Carinae entre les altres estrelles de 4a magnitud de la regió. El registre ferm més antic va ser realitzat per Edmond Halley en 1677, quan va registrar l'estrella simplement com a Sequens (és a dir, "seguint" a una altra estrella) dins d'una nova constel·lació Robur Carolinum. El seu Catalogus Stellarum Australium va ser publicat el 1679. L'estrella també era coneguda per les designacions Bayer d'Eta Roboris Caroli, Eta Argus o Eta Navis. En 1751 Nicolas-Louis de Lacaille va donar a les estrelles de Argo Navis i Robur Carolinum un únic conjunt de designacions de lletres gregues Bayer dins de la seva constel·lació d'Argo, i va designar tres àrees dins d'Argo per tal de fer servir tres vegades les designacions de lletres llatines. Eta queia dins la part de la quilla de la nau que més tard es convertiria en la Quilla. No es va conèixer generalment com Eta Carinae fins a 1879, quan les estrelles d'Argo Navis van rebre finalment els epítets de constel·lacions filles a l′Uranometria Argentina de Gould.

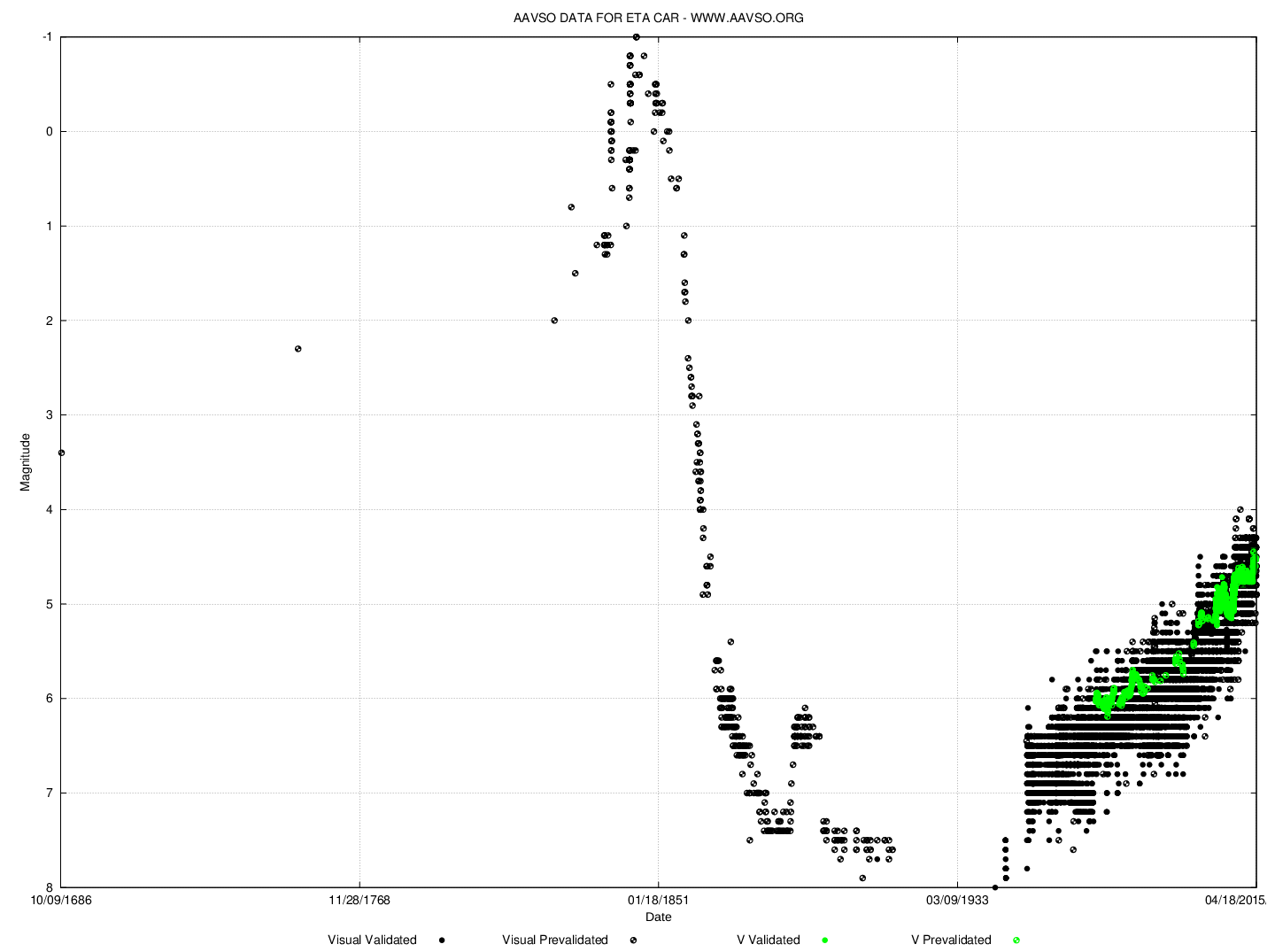
La corba de llum d'Eta Carinae des d'algunes de les primeres observacions fins a l'actualitat

 Eta Carinae està massa al sud per formar part de l'astronomia tradicional xinesa, però va ser cartografiada quan es van crear els Asterismes del Sud a principis del segle xvii. Juntament amb s Carinae, λ Centauri i λ Muscae, Eta Carinae forma l'asterisme 海山 (Mar i muntanya). Eta Carinae té els noms de Tseen She (del xinès 天社 [mandarí: tiānshè] "Altar del Cel") i Foramen. També es coneix com a 海山二 (Hǎi Shān èr, anglès: la Segona Estrella del Mar i la Muntanya).
Halley va donar una magnitud aparent aproximada de 4 en el moment del descobriment, que s'ha calculat com a magnitud 3,3 a l'escala moderna. El grapat de possibles albiraments anteriors suggereix que Eta Carinae no va ser significativament més brillant que això durant gran part del segle xvii. Altres observacions esporàdiques durant els següents 70 anys mostren que Eta Carinae va ser probablement de 3a magnitud o més feble, fins que Lacaille la va registrar de forma fiable en 2a magnitud el 1751. No és clar si la brillantor d'Eta Carinae va variar significativament durant els 50 anys següents; hi ha observacions ocasionals, com la de William Burchell en 4a magnitud el 1815, però no se sap amb certesa si es tracta simplement de repeticions d'observacions anteriors.

### Gran Erupció
El 1827, Burchell va observar específicament la brillantor inusual d'Eta Carinae a 1a magnitud, i va ser el primer a sospitar que la seva brillantor variava. John Herschel, que es trobava a Sud-àfrica en aquella època, va realitzar una sèrie detallada de mesuraments precises a la dècada de 1830 que mostraven que Eta Carinae brillava constantment al voltant de la magnitud 1,4 fins a novembre de 1837. La nit del 16 de desembre de 1837, Herschel es va sorprendre en veure que havia augmentat la seva brillantor fins a eclipsar lleugerament a Rigel. Aquest esdeveniment va marcar el començament dun període daproximadament 18 anys conegut com la Gran Erupció.
Eta Carinae era encara més brillant el 2 de gener de 1838, equivalent a Alfa Centauri, abans d'apagar-se lleugerament durant els tres mesos següents. Herschel no va observar l'estrella després d'això, però va rebre correspondència del reverend W.S. Mackay a Calcuta, que va escriure el 1843: "Per la meva gran sorpresa vaig observar el mes de març passat (1843), que l'estrella Eta Argus s'havia convertit en una estrella de primera magnitud completament tan brillant com Canopus, i en color i grandària molt semblant a Arcturus." Les observacions realitzades en el Cap de Bona Esperança van indicar que va aconseguir la seva màxima brillantor, superant Canopus, entre l'11 i el 14 de març de 1843, després va començar a esvair-se, després es va il·luminar fins a situar-se entre la brillantor d'Alfa Centauri i Canopus entre el 24 i el 28 de març abans d'esvair-se de nou. Durant gran part de 1844 la brillantor va estar a mig camí entre Alfa Centauri i Beta Centauri, al voltant de la magnitud +0,2, abans de tornar a brillar a finals d'any. Al punt més brillant el 1843 probablement va aconseguir una magnitud aparent de -0,8, i després -1,0 el 1845. És probable que els pics de 1827, 1838 i 1843 s'hagin produït en el pas del periastre —el punt en què les dues estrelles estan més a prop entre si— de l'òrbita de la binària. De 1845 a 1856, la brillantor va disminuir al voltant de 0,1 magnituds per any, però amb possibles fluctuacions ràpides i grans.
En les seves tradicions orals, el clan Boorong del poble Wergaia del Llac Tyrrell, al nord-oest de Victòria, Austràlia, parlava d'una estrella vermellosa que coneixien com Collowgullouric War/ˈkɒləɡʌlərɪk ˈwɑr/ "Old Woman Crow", la dona de War "Crow" (Canopus). El 2010, els astrònoms Duane Hamacher i David Frew de la Universitat Macquarie de Sydney van demostrar que es tractava d'Eta Carinae durant la seva Gran Erupció a la dècada de 1840. A partir de 1857, la brillantor va disminuir ràpidament fins que es va esvair per sota de la visibilitat a ull nu en 1886. S'ha calculat que això es deu a la condensació de pols en el material ejectat que envolta l'estrella, més que no pas a un canvi intrínsec en la lluminositat.

### Erupció menor
Una nova brillantor va començar el 1887, va aconseguir un màxim de magnitud 6,2 el 1892, i després, a finals de març de 1895, es va esvair ràpidament fins a assolir una magnitud 7,5. Tot i que només hi ha registres visuals de l'erupció del 1890, s'ha calculat que Eta Carinae estava patint 4,3 magnituds d'extinció visual a causa del gas i de la pols expulsats a la Gran Erupció. Una lluentor sense enfosquiment hauria estat de magnitud 1,5-1,9, significativament més brillant que la magnitud històrica. Tot i això, va ser similar a la primera, fins i tot gairebé igualant la seva brillantor, però no la quantitat de material expulsat.

### seglexx
Entre 1900 i almenys 1940, Eta Carinae semblava haver-se estabilitzat en una brillantor constant al voltant de magnitud 7,6, però el 1953 es va observar que havia tornat a brillar fins magnitud 6,5. La brillantor va continuar de forma constant, però amb variacions força regulars d'unes dècimes de magnitud.

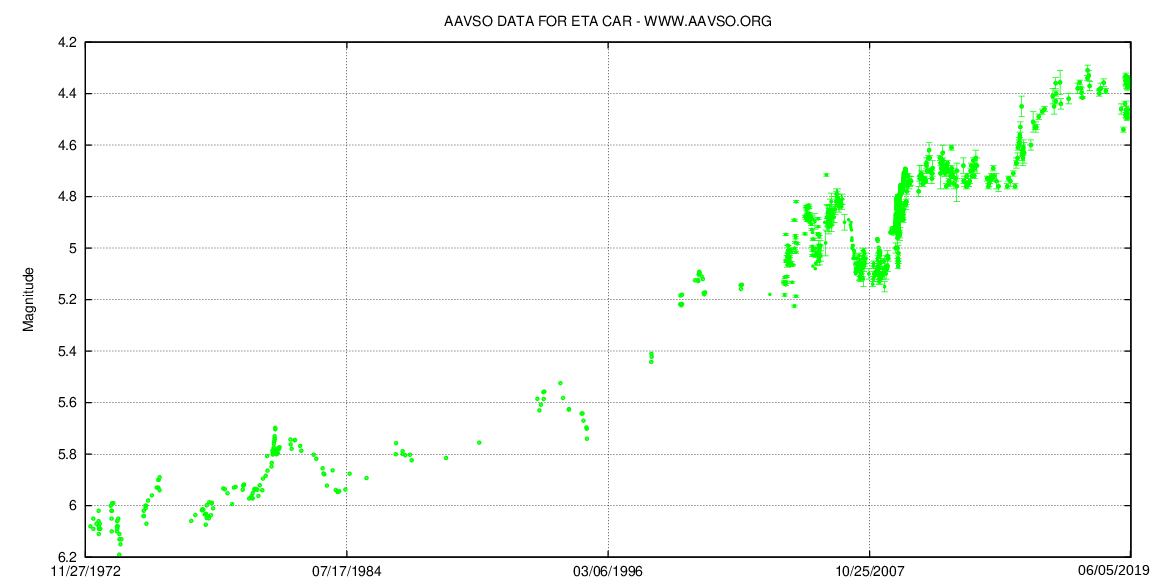
Corba de llum d'Eta Carinae entre 1972 i 2019

El 1996, es va identificar per primera vegada que les variacions tenien un període de 5,52 anys, posteriorment mesurat amb més precisió en 5,54 anys, fet que va portar a la idea d'un sistema binari. La teoria de la bipolaritat va ser confirmada per observacions de ràdio, òptic i infraroig proper canvis en la velocitat radial i el perfil de línia, denominats col·lectivament esdeveniment espectroscòpic, en el moment previst del pas pel periastró a finals de 1997 i principis de 1998. Al mateix temps es va produir un col·lapse complet de l'emissió de raigs X presumiblement originada en una zona de vent col·lisionant. La confirmació d'una companya binària lluminosa va modificar molt la comprensió de les propietats físiques del sistema Eta Carinae i la seva variabilitat.
El 1998-99 es va observar una sobtada duplicació de la brillantor que la va tornar a la visibilitat a simple vista. Durant l'esdeveniment espectroscòpic del 2014, la magnitud visual aparent va arribar a ser més brillant que la magnitud 4,5. La brillantor no sempre varia de forma consistent en diferents longituds d'ona, i no sempre segueix exactament el cicle de 5,5 anys. Ràdio, infrarojos i observacions des de l'espai han ampliat la cobertura d'Eta Carinae en totes les longituds d'ona i han revelat canvis continus a la distribució espectral d'energia.
El juliol del 2018, es va informar que Eta Carinae tenia el xoc de vent en col·lisió més forta del veïnatge solar. Les observacions amb el satèl·lit NuSTAR van proporcionar dades de molta més resolució que l'anterior Telescopi espacial de raigs gamma Fermi. Utilitzant observacions d'enfocament directe de la font no tèrmica a la banda de raigs X extremadament dura que coincideix espacialment amb l'estrella, van demostrar que la font de raigs X no tèrmica varia amb la fase orbital del sistema estel·lar binari i que l'índex de fotons de l'emissió és semblant al derivat mitjançant l'anàlisi de l'espectre de raigs γ (gamma).

## Variacions de lluentor
Un aspecte cridaner d'Eta de la Quilla és la seva lluminositat variable. Quan va ser catalogada per primera vegada en 1677 per Edmund Halley, es va classificar com de quarta magnitud, però cap a 1730 es va observar un augment considerable de lluminositat, convertint-se en l'estel més brillant de Carina. Posteriorment la seva lluentor va disminuir de nou, i cap a 1782 va recuperar la seva foscor original, però en 1820 va augmentar de nou. En 1827 la seva lluminositat havia augmentat més de 10 vegades i va aconseguir el seu valor màxim a l'abril de 1843, quan amb una magnitud de −0,8 va arribar a ser el segon estel més brillant del firmament nocturn (després de Sírius), malgrat la seva enorme distància a la Terra (7500 anys llum). Posteriorment es va esvair i entre 1900 i 1940 era sols de vuitena magnitud, invisible a simple vista. Actualment és de magnitud 5-6, havent presentat un sobtat augment de lluminositat en 1998-1999.
Eta de la Quilla presenta ocasionalment grans erupcions –l'última, en 1841–. La raó d'aquestes explosions no és ben coneguda, encara que es creu que són causades per acumulació de radiació procedent de l'enorme lluminositat de l'estel. Existeixen teories recents que indiquen que les erupcions podrien estar provocades pel pas del seu estel company pel periastre de l'òrbita.

## Futur de l'estel
Els estels extremadament grans i massius com Eta de la Quilla consumeixen el seu combustible molt ràpidament, com ho evidencia la seva alta lluminositat, i es converteixen en supernova o hipernova als tres milions d'anys des de la seva formació (s'estima el temps projectat d'existència del nostre Sol en uns 12 mil milions d'anys, dels quals ja han transcorregut 4,6).
Observacions recents semblen indicar que Eta de la Quilla és un estel binari, amb dos estels orbitant en un període d'aproximadament 5,54 anys. Les observacions fetes per l'Observatori de raigs X Chandra mostren que una altra supernova procedent d'un estel similar a Eta de la Quilla es va veure precedida per erupcions semblants a les quals aquesta mostra amb certa freqüència, per la qual cosa seria possible que, en qualsevol moment, aquest estel es convertís en supernova. A causa de la proximitat d'aquest estel a la Terra (7500 anys llum, una distància ínfima comparada amb la llunyania de les supernoves observades en altres galàxies), un fenomen d'aquest tipus es convertiria en un dels esdeveniments astronòmics més importants de tots els temps.

## Distància
La distància a Eta de la Quilla ha estat determinada per diversos mètodes diferents, resultant en un valor àmpliament acceptat de 2.330 parsecs (7.600 anys llum), amb un marge d'error al voltant de 100 parsecs (330 anys llum). La distància a Eta Carinae en si no es pot mesurar usant paral·laxi estelar a causa de la nebulositat que l'envolta, però s'espera que altres estrelles en el cúmul Trumpler 16 estiguin a una distància similar i siguin accessibles per al paralatge. Gaia Data Release 2 ha proporcionat el paral·laxi de moltes estrelles considerades membres de Trumpler 16, en descobrir que les quatre estrelles de classe O més calentes de la regió tenen paral·laxes molt similars amb un valor mitjà de 0,383±0,017 mil·lisegons d'arc (mes), la qual cosa es tradueix en una distància de 2600±100 parsecs. Això implica que Eta Carinae pot estar més distant del que es pensava, i també més lluminosa, si bé encara és possible que no estigui a la mateixa distància que el cúmul o que les mesures de paral·laxi tinguin grans errors sistemàtics.
Les distàncies als cúmuls d'estrelles es poden estimar utilitzant un diagrama de Hertzsprung-Russell o un diagrama de color-color per a calibrar la magnitud absoluta de les estrelles, per exemple ajustant la seqüència principal o identificant característiques com una branca horitzontal i, per tant, la seva distància de la Terra. També és necessari conèixer la quantitat d'extinció interestel·lar del cúmul i això pot ser difícil en regions com la Nebulosa de Carina. Una distància de 7330 anys llum (2250 parsecs) s'ha determinat a partir del calibratge de les lluminositats d'estrella tipus O en Trumpler 16. Després de determinar una correcció d'enrogiment anormal a l'extinció, es va mesurar la distància tant a Trumpler 14 com a Trumpler 16 en 9500±1000 anys llum (2900±300 parsecs).
La taxa d'expansió coneguda de la Nebulosa del Homúncul proporciona un mètode geomètric inusual per a mesurar la seva distància. Suposant que els dos lòbuls de la nebulosa són simètrics, la projecció de la nebulosa sobre el cel depèn de la seva distància. Valors de 2300, 2250 i 2300 parsecs s'han derivat per al homúncul, i Eta Carinae està clarament a la mateixa distància.